# Lola THL1
A Lola THL1 egy Formula–1-es versenyautó, amellyel a Team Haas (USA) Ltd. csapat versenyzett az 1985-ös és az 1986-os Formula–1 világbajnokság során. Az első évben csak egy autója volt a csapatnak, ezt az 1980-as világbajnok Alan Jones vezette, aki több év kihagyás után tért vissza. A következő idényben a kettes számú pilóta Patrick Tambay lett.
A csapat a Hart négyhengeres soros elrendezésű turbómotorjait használta, amely kényszer szülte megoldás volt: a csapat részére készített Ford TEC típusú V6-os turbómotor fejlesztése késlekedett. Emiatt a Hart motorjai kerültek az autóba, melynek hátsó részét a más elrendezésű motor miatt át is kellett alakítani.
Az autó nevében a THL rövidítés a Team Haas Lolát takarja, annak ellenére, hogy a Lolának valójában nem sok köze volt az autóhoz, csak közvetett kapcsolatban álltak a csapattal. Mindazonáltal a konstruktőri bajnoki küzdelmekben mint Lola szerepeltek.

## Versenyben
A THL1-es fejlesztésének elhúzódása miatt csak az 1985-ös idény vége felé, az olasz nagydíjra készült el az autó. Jones ugyan csak huszonötödikként, és majdnem 10 másodperces hátrányban, de kvalifikálni tudott a futamra, ami nem tartott sokáig, mert a motorja túlmelegedett. A belga nagydíj következett volna, azonban ezt a versenyt ebben az évben későbbre tették júniusról, és a csapat azért nem vehetett részt rajta, mert nem volt rajta az akkori nevezési listán. Ezért csak az európai nagydíjon vehettek volna részt, de ott Jones kiesett. Következett Dél-Afrika: a francia csapatok eleve bojkottálták azt, politikai okokból, majd később a RAM és a Zakspeed csapatok is. Alan Jones hasonló okokból visszalépett, hivatalosan betegséget megjelölve okként. Következett a szezonzáró futam, ami Jones hazai versenye is lett volna - a hatodik helyen is haladt, amikor a technika cserbenhagyta.
A csapat már tervezte az új, THL2 nevű autót, de nem készült el az 1986-os idény elejére, ezért kénytelenek voltak a szezont a régi autóval megkezdeni. Az első két futamon mind Jones, mind újdonsült csapattársa, Tambay ezt az autót vezették, Imolában azonban már csak Tambay. Az autóval egyetlen pontot sem szereztek, sőt Tambay csak a spanyol nagydíjat tudta befejezni vele.
Egy 2012-es interjúban Alan Jones a motort nevezte meg fő problémaként, mondván, hogy olyan volt, mintha egy fiúra akarták volna bízni egy férfi munkáját. A Hart motorja egyébként is egy Formula–2-es motoron alapult, amelyet turbófeltöltővel láttak el, és sehol nem lehetett a nagy gyártókhoz képest. Ez volt az utolsó autó, amely Hart-turbómotort használt.

## Eredmények
(félkövér jelöli a pole pozíciót, dőlt betű a leggyorsabb kört)
| Év   | Csapar               | Motor     | Gumik | Pilóták        | 1   | 2   | 3   | 4   | 5   | 6   | 7   | 8   | 9   | 10  | 11  | 12  | 13  | 14  | 15  | 16  | Pontok | Helyezés |
| ---- | -------------------- | --------- | ----- | -------------- | --- | --- | --- | --- | --- | --- | --- | --- | --- | --- | --- | --- | --- | --- | --- | --- | ------ | -------- |
| 1985 | Team Haas (USA) Ltd. | Hart 415T | G     |                | BRA | POR | SMR | MON | CAN | DET | FRA | GBR | GER | NED | AUT | ITA | BEL | EUR | RSA | AUS | 0      | -        |
| 1985 | Team Haas (USA) Ltd. | Hart 415T | G     | Alan Jones     |     |     |     |     |     |     |     |     |     |     |     | KI  |     | KI  | NI  | KI  | 0      | -        |
| 1986 | Team Haas (USA) Ltd. | Hart 415T | G     |                | BRA | ESP | SMR | MON | BEL | CAN | DET | FRA | GBR | GER | HUN | AUT | ITA | EUR | MEX | AUS | 6*     | 8.       |
| 1986 | Team Haas (USA) Ltd. | Hart 415T | G     | Alan Jones     | KI  | KI  |     |     |     |     |     |     |     |     |     |     |     |     |     |     | 6*     | 8.       |
| 1986 | Team Haas (USA) Ltd. | Hart 415T | G     | Patrick Tambay | KI  | 8   | KI  |     |     |     |     |     |     |     |     |     |     |     |     |     | 6*     | 8.       |

* Valamennyi pontot a Lola THL2-essel szerezték

## Forráshivatkozások
1. 1 2  Az amerikai csodacsapat… (magyar nyelven). Napi F1 sztori, 2019. október 1. (Hozzáférés: 2025. március 26.)
2. ↑  Car Throttle Community | Page 1 | CarThrottle (angol nyelven). www.carthrottle.com, 2023. augusztus 23. (Hozzáférés: 2025. március 26.)